# Оссевабрандваг
Оссевабрандваг (африк. Ossewabrandwag) — организация пронацистски и антибритански  настроенных африканерских националистов в Южно-Африканском Союзе 1939—1952. Лозунг: "Мой Бог. Мой народ. Моя Южная Африка". Располагала военизированным формированием. Вела агитацию и осуществляла силовые акции против Британской империи, в поддержку Третьего рейха. Преследовалась властями ЮАС. В начале 1950-х, после установления режима апартеида, влилась в Национальную партию.

## Создание
Буквальный перевод названия с языка африкаанс: Стража воловьей повозки. Воловья повозка — культовый предмет африканерской традиции, основное средство их передвижения во время Великого трека.
Идейным вдохновителем и фактическим основателем организации выступил 40-летний юрист Йоханнес ван Ренсбург — пропагандист нацистской идеологии, лично знакомый с Гитлером и Герингом, активный сторонник союза африканерского движения с Третьим рейхом. Взгляды и позиции ван Ренсбурга составили идейно-политическую основу Оссевабрандваг.
В 1936—1940 Йоханнес ван Ренсбург возглавлял администрацию Оранжевого государства. В 1938 он являлся одним из организаторов массовой акции в ознаменование столетия Великого трека и Битвы на Кровавой реке. Явный энтузиазм многих африканеров побудил националистических активистов создавать организованное движение. Учреждение Оссевабрандваг состоялось 4 февраля 1939 в Блумфонтейне. 15 января 1941 главнокомандующим — лидером — организации был избран Йоханнес ван Ренсбург, к тому времени оставивший госслужбу.

## Нацистская идеология и военизированная структура
К тому времени в ЮАС уже действовали активные структуры белого и африканерского национализма — прежде всего тайное общество Брудербонд и Воссоединённая национальная партия доктора Малана (HNP). Особенности Оссевабрандваг заключались в массовости (отличие от Брудербонда), принципиально внепарламентских формах борьбы (отличие от партии Малана) и сознательном копировании организационных образцов НСДАП, прежде всего СА.
Эти различия временами приводили к конфликтам между Оссевабрандваг и HNP. В частности, Малан категорически отмежевался от нападений и диверсий, совершавшихся активистами боевиками ван Ренсбурга.
В идеологии и пропаганде Оссевабрандваг доминировала англофобия, выступления против Британской империи, за независимость Южной Африки как африканерского государства белых расистов, антикоммунистические и антикапиталистические лозунги, антисемитизм, а также неприятие парламентаризма. Организация выступала категорически против участия ЮАС во Второй мировой войне на стороне Антигитлеровской коалиции. Все эти установки были популярны в среде африканеров. За период 1939—1941 численность Оссевабрандваг возросла с 20 тысяч до 300—350 тысяч человек.
В структуру Оссевабрандваг входило военизированное формирование Стормьярс (африк. Stormjaers, охотники-штурмовики). Боевики совершали диверсии, взрывы на железных дорогах и линиях электропередач, нападали на военнослужащих. В ходе беспорядков, устроенных Оссевабрандваг в Йоханнесбурге 1 февраля 1941, были ранены 140 солдат.
Каждый новобранец «Стормьярс» приносил присягу: As ek omdraai, skiet my. As ek val, wreek my. As ek storm, volg my — Если я отступлю, убей меня. Если я умру, отомсти за меня. Если я буду наступать, последуй за мной.
Правительство Яна Смэтса преследовало Оссевабрандваг по законам военного времени как враждебную прогерманскую организацию. Многие члены организации были арестованы за диверсии и нацистскую пропаганду. Среди них был и будущий премьер-министр ЮАР Балтазар Форстер, сидевший в лагере в Коффифонтейне вместе с 800 южноафриканскими нацистами, а также пленными итальянцами и немцами.

## Консолидация с режимом апартеида
Вскоре после Второй мировой войны к власти в ЮАС пришла африканерская расистская Национальная партия, идеология, программа и кадры которой были в основном идентичны Оссевабрандваг. Разногласия с властями сошли на нет. Деятельность Оссевабрандваг постепенно заглохла. В 1952 Оссевабрандваг влилась в правящую Национальную партию и прекратила самостоятельное существование.
Многие бывшие члены Оссевабрандваг стали крупными политиками и государственными деятелями ЮАР эпохи апартеида. Наиболее известны Балтазар Форстер (премьер-министр в 1966—1978), Теофилиус Дёнгес (министр внутренних дел в 1948—1961), Хендрик ван ден Берг (руководитель Бюро государственной безопасности в 1969—1978), Питер Бота (премьер-министр в 1978—1984, президент в 1984—1989).